# Microstigma (chi cải)
Microstigma là chi thực vật có hoa trong họ Cải.

## Các loài
- Microstigma brachycarpum Botsch.
- Microstigma deflexum (Bunge) Juz.